# Бобылев, Сергей Андреевич
Бобылев Сергей Андреевич (8 февраля 1922, Осташковский уезд, Тверская губерния — 22 марта 2017, Москва, Российская Федерация) — советский военачальник и политработник Вооружённых Сил СССР, член Военного совета — начальник политуправления Войск ПВО СССР (1975—1978), генерал-полковник (1976).

## Биография
С августа 1940 года — первый секретарь Селижаровского райкома комсомола.
Участник Великой Отечественной войны. В Красной Армии с июля 1941 года, по партийной мобилизации. Направлен на политработу в войска Западного фронта, участник Смоленского оборонительного сражения. Вскоре был направлен на учёбу.
В марте 1943 года вновь прибыл в действующую армию на Северо-Западный фронт, с августа 1943 воевал на Воронежском, с сентября 1943 — на Степном, с октября 1943 — на 2-м Украинском фронтах. Принимал участие в освобождении Украины, Румынии, Венгрии, Австрии, Чехословакии. Заместитель по политчасти командира артиллерийской батареи, с мая 1943 года — помощник начальника политотдела по комсомольской работе 8-й гвардейской воздушно-десантной дивизии, с лета 1944 года — помощник начальника политотдела по комсомольской работе 7-й гвардейской армии, работал в политуправлении 2-го Украинского фронта. В конце войны был капитаном, кавалером трёх орденов.
В послевоенное время служил начальником политотдела Бакинского военного училища в городе Баку (Закавказский военный округ), начальником организационно-партийного отдела политуправления Киевского военного округа, начальником политотдела армейского корпуса (Архангельск), первый заместитель начальника политуправления Ленинградского военного округа, первый заместитель начальника политуправления Группы советских войск в Германии. С мая 1971 года — член Военного совета — начальник политуправления Ленинградского военного округа. С января 1975 года — член Военного совета — начальник политуправления Войск ПВО СССР.
С 1978 года — в запасе. Похоронен на Троекуровском кладбище рядом с супругой (6 участок).
Член КПСС в 1941—1991 годах. Депутат Верховного Совета РСФСР 8-11-го созывов.

## Награды
- орден Ленина
- орден Октябрьской Революции
- два ордена Красного Знамени (31.01.1945, …)
- ордена Отечественной войны 1-й (11.03.1985) и 2-й (18.09.1944) степеней
- три ордена Красной Звезды (7.06.1944, 30.12.1956[2])
- орден «Знак Почёта»
- орден «За службу Родине в Вооружённых Силах СССР» 3-й степени
- две медали «За боевые заслуги» (14.09.1943, 19.11.1951[2])
- медали
- награды иностранных государств